# Shane Atkinson
Pour les articles homonymes, voir Atkinson.
Shane Atkinson est un scénariste et réalisateur américain, principalement connu pour son premier long-métrage LaRoy, récompensé de trois prix au 49e Festival du Film Américain de Deauville.

## Biographie

### Jeunesse et formation
Shane Atkinson naît et grandit dans le nord de la Californie, où il est l'ainé d'une famille de 6 enfants. Très jeune, son père lui montre le court-métrage d'animation Bambi Meets Godzilla de Marv Newland. Pour Shane Atkinson, il s'agit de sa première leçon d'écriture, parce que malgré l'apparente simplicité du film, il s'avère pour lui drôle et efficace « sans doute le film le plus parfait que je n'ai jamais vu » dit-il au moment de la promotion de LaRoy.
À l'Université de Columbia à New York, il écrit ses premiers scénarios qui lui permettent d'obtenir une bourse, et décroche un Master en Réalisation et Scénario. En 2010, il est sélectionné au Nickelodeon Writing Fellowship, et en 2012, il remporte la Columbia University Screenwriting Competition.
Shane Atkinson apparaît en 2012 dans la liste des 100 scénaristes émergents de l'année, d'après la revue The Tracking Board et son scénario de thèse de fin d'étude Penny Dreadful, apparaît dans The Black List la même année, une liste qui recense les meilleurs scénarios pas encore produits.

### Début de carrière et premiers succès

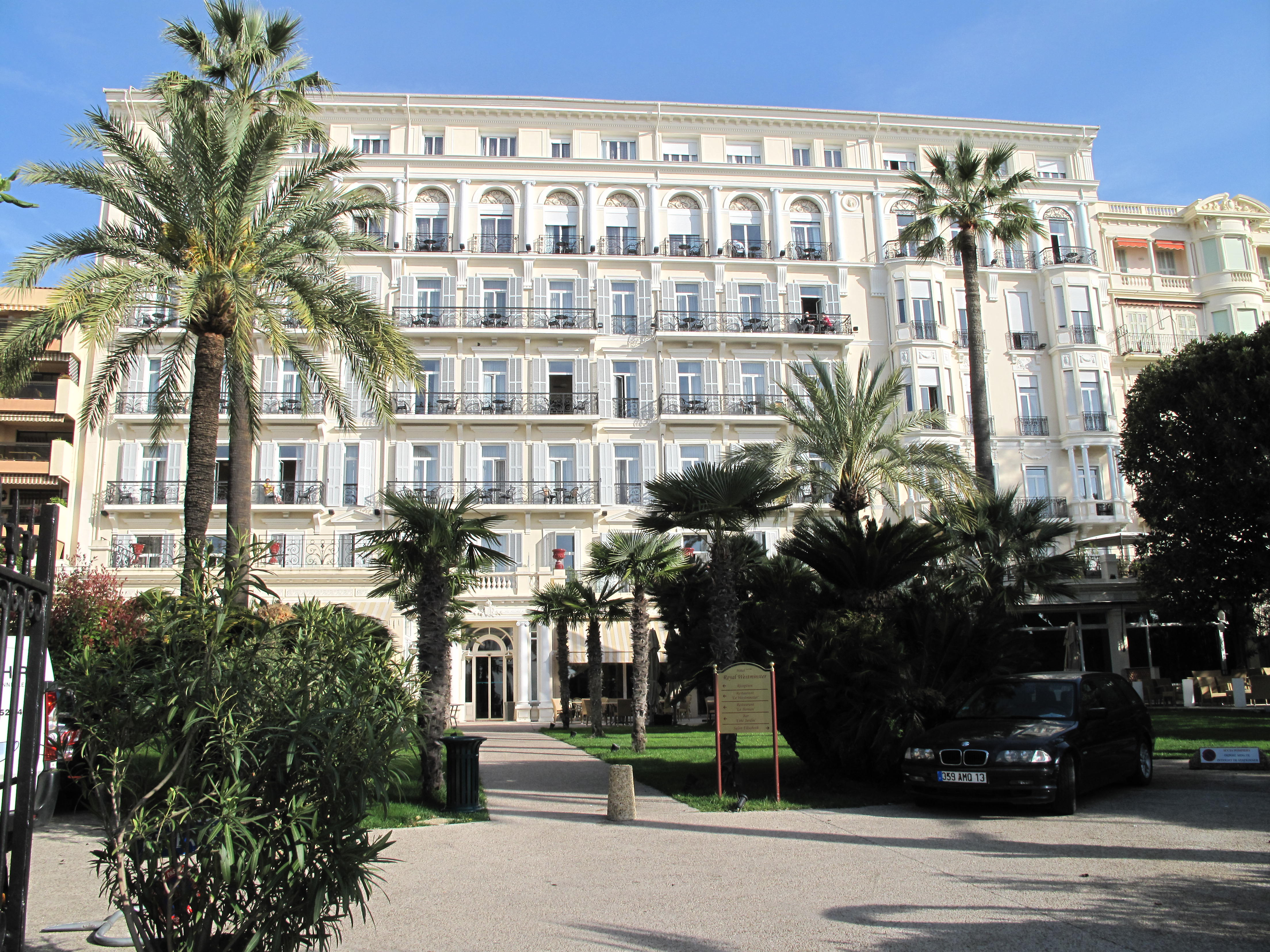
L'hôtel Royal Westminster à Menton

À la sortie de l'université, Shane Atkinson décide de réaliser un court-métrage issu de son scénario de Penny Dreadful. Le tournage dure 6 jours en novembre 2012  et le film est diffusé en avant-première au Festival du court-métrage de Clermont-Ferrand  en février 2013. Là-bas, le film remporte le Prix du public et Shane Atkinson fait la connaissance de Sébastien Aubert, de la boîte de production française Adastra Films, avec qui il réalisera ses prochains films. En mai 2014, Penny Dreadful remporte le Prix SNCF du Polar, par la suite il est diffusé sur France Télévisions.
En 2018, Shane Atkinson écrit et réalise L'Ambassador, produit par Adastra Films et tourné sur la Côte d'Azur, en partie à l'hôtel Royal Westminster à Menton. Le film est diffusé en 2019 sur France 2, lors des soirées Histoires Courtes.
En 2019, il débute comme scénariste de long-métrage avec Poms, de Zara Hayes, avec Diane Keaton, Jacki Weaver et Pam Grier au casting. Le film sort aux États-Unis le 10 mai 2019 au cinéma et en France le 25 septembre 2021 sur Netflix.

### Consécration à Deauville
Après L'Ambassador, Shane Atkinson se lance dans son premier projet de long-métrage. Fan de romans et films noirs, il décide de s'approprier ce genre pour écrire son film. Il écrit le script en 3 mois et le film commence son développement en 2018. En 2020, pendant la crise sanitaire, la préproduction est mise en pause, ce qui repousse le tournage en 2022. Annoncé au casting du film, Jared Harris est finalement remplacé par Dylan Baker pour accompagner John Magaro et Steve Zahn, dans les rôles principaux. Le tournage a lieu au Nouveau Mexique, pendant 22 jours, et la post-production se déroule à Cannes.
LaRoy fait son avant-première au Festival du film de Tribeca en juin 2023, puis triomphe au Festival du film américain de Deauville en septembre de la même année, en remportant le Grand Prix, le Prix du Public et le Prix de la Critique.
Dans une interview donnée en avril 2024, en marge du Festival Reims Polar, Shane Atkinson annonce travailler sur son prochain film, un polar qui sera tourné en France.

## Filmographie
Sauf indication contraire, les informations mentionnées dans cette section peuvent être confirmées par la base de données cinématographiques IMDb,  présente dans la section « Liens externes ».

### En tant que réalisateur
- 2009 : La Grande Maladie (Court-métrage)
- 2013 : Penny Dreadful (Court-métrage)
- 2018 : The Ambassador (Court-métrage)
- 2023 : LaRoy

### En tant que scénariste
- 2009 : La Grande Maladie (Court-métrage)
- 2013 : Penny Dreadful (Court-métrage)
- 2014 : After We Rest (Court-métrage)
- 2015 : Roi Julian ! L'Élu des lémurs (S2.E7)
- 2018 : The Ambassador (Court-métrage)
- 2019 : Pom-pom Ladies
- 2023 : LaRoy